# Râul Iadolina
Râul Iadolina este un curs de apă, afluent al râului Iada.